# كايل فيليبس
كايل فيليبس (بالإنجليزية: Kyle Phillips)‏ هو لاعب كرة قاعدة أمريكي، ولد في 3 أبريل 1984 في سان دييغو في الولايات المتحدة.

## وصلات خارجية
- كايل فيليبس على موقع دوري كرة القاعدة الرئيسي (الإنجليزية)
- كايل فيليبس على موقعبيزبول رفرنس.كوم (الدوري الرئيسي) (الإنجليزية)
- كايل فيليبس على موقعبيزبول رفرنس.كوم (الدوري الثانوي) (الإنجليزية)
- كايل فيليبس على موقع إي إس بي إن.كوم (أم.أل.بي) (الإنجليزية)
- كايل فيليبس على موقع مشجعي الرسوم البيانية (الإنجليزية)